# معهد الدراسات التجارية العليا بصفاقس
معهد الدراسات التجارية العليا بصفاقس هي إحدى المؤسسات العليا التابعة لجامعة صفاقس، أنشئ يوم 9 جويلية 2002 بهدف ضمان تكوين أكاديمي يستجيب إلى متطلبات سوق الشغل.
يقع مقرّ معهد الدراسات التجارية العليا بصفاقس بطريق سيدي منصور كلم 10 وهو مجاور لكليّة الحقوق
حاليّا يتم بناء مقرّ جديد للمعهد بجوار المقرّ القديم يحتوي على أربع مدرّجات متوسطة الحجم. وعلى الأرجح سيتمّ استغلال هذا المقرّ في بداية سنة 2013.

## أرقام
طبقا لأرقام السنة الدراسية 2007-2008 يدرس بها 1874 طالبا من بينهم 1057 طالبة.

## وصلة خارجية
- موقع معهد الدراسات التجارية العليا بصفاقس.